# فآرمينشتآينآخر فورست - نورد
بَلْدَة ڤآرمِينشتَآينِآَخِر فُورِست - نُورد (بالأَلمانِيَّة: Gemeindefreies Warmensteinacher Forst - Nord) هي بَلدَة أَلمانِيَّة حُرَّة في مِنطَقَة بَايِرويت التَّابِعة لِمُحافظة فرانكُونيا العُليا في وِلاَية باڤارِيا في جُمهُوريَّة أَلمَانيَا الاِتّحاديّة بمِساحة تُقَدَّر بحَوالَي 10 كم2.

## مَراجع
1. ↑  مكتب الإحصاء الاتحادي (المحرر)، Gemeindeverzeichnis information system، QID:Q13409498
2. ↑   https://www.destatis.de/DE/Themen/Laender-Regionen/Regionales/Gemeindeverzeichnis/Administrativ/Archiv/GVAuszugQ/AuszugGV2QAktuell.html;jsessionid=021FAC20D4A031F2419D02DD20F29D20.internet8732. {{استشهاد ويب}}: |url= بحاجة لعنوان (مساعدة) والوسيط |title= غير موجود أو فارغ (من ويكي بيانات) (مساعدة)
3. ↑   https://www.destatis.de/DE/Themen/Laender-Regionen/Regionales/Gemeindeverzeichnis/Administrativ/Archiv/GVAuszugQ/AuszugGV1QAktuell.xlsx?__blob=publicationFile. {{استشهاد ويب}}: |url= بحاجة لعنوان (مساعدة) والوسيط |title= غير موجود أو فارغ (من ويكي بيانات) (مساعدة)